# 吉村長策

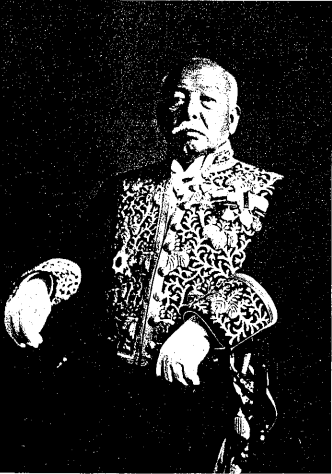
吉村長策

吉村 長策（よしむら ちょうさく、1860年4月8日（万延元年3月18日） - 1928年（昭和3年）11月22日）は、明治から大正時代の大日本帝国海軍技師、土木技術者。日本各地の水道敷設の功労者。旧姓は西尾。

## 経歴・人物
西尾直彦の次男として大坂に生まれ、1868年（明治元年）11月、吉村武右衛門の絶家を再興する。1885年（明治18年）工部大学校土木工学科を卒業後、同校助教授を経て、長崎県技師となり、長崎市水道工師長として日本初の上水道専用ダムである本河内高部貯水池の建設を率いた。
1891年（明治24年）大阪市技師に転じ、翌年、同市水道敷設副工事長となり、大阪市水道の建設に従事。1895年（明治28年）これを完成させる。ついで臨時広島軍用水道工事長を経て、1896年（明治29年）神戸市水道工事長に転じ、佐藤藤次郎などを指導して日本初の重力式コンクリートダムである布引五本松ダムを1899年（明治32年）に完成させた。
同年、海軍技師に転じ、翌年、佐世保鎮守府建設部建築科長。1911年（明治44年）臨時海軍建築部工務監、1920年（大正9年）10月1日に海軍建築本部長に発令され、1923年（大正12年）3月31日に退官した。1915年（大正4年）工学博士。退官後、錦鶏間祗候となった。海軍鎮守府の工事および門司、小倉、福岡、佐世保、長野など各市の水道拡張工事に顧問として尽力した。

## 栄典
- 1923年（大正12年）4月30日 - 従三位[8]

## 親族
- 次女：ツル（海軍造船中将・野中季雄の妻）[5][9]